# Prémio Screen Actors Guild de melhor ator em série de comédia

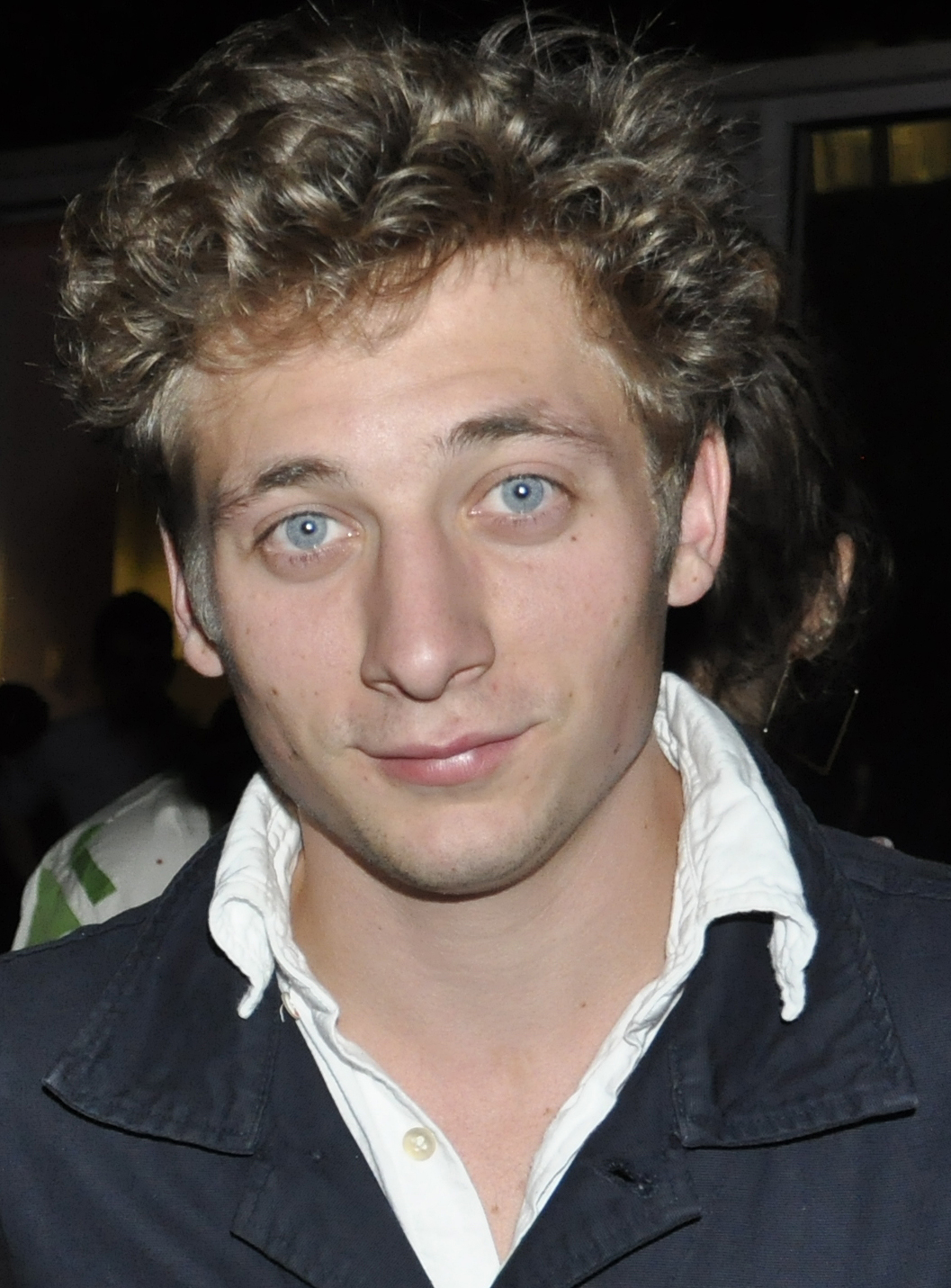
Jeremy Allen White, vencedor em 2022 e 2023.

Os Prémios Screen Actors Guild para melhor actor numa série de comédia são dados pelos Screen Actors Guild para honrar as melhores realizações de um actor no gênero comédia televisiva.

## Vencedores e nomeados

### Anos 1990
- 1994:Jason Alexander, em Seinfeld
  - Kelsey Grammer, em Frasier
  - David Hyde Pierce, em Frasier
  - Paul Reiser, em Mad About You
  - John Goodman, em Roseanne

- 1995: David Hyde Pierce, em Frasier
  - Kelsey Grammer, em Frasier
  - Paul Reiser, em Mad About You
  - Jason Alexander, em Seinfeld
  - Michael Richards, em Seinfeld

- 1996: John Lithgow, em 3rd Rock from the Sun
  - David Hyde Pierce, em Frasier
  - Kelsey Grammer, em Frasier
  - Jason Alexander, em Seinfeld
  - Michael Richards, em Seinfeld

- 1997: John Lithgow, em 3rd Rock from the Sun
  - David Hyde Pierce, Frasier
  - Kelsey Grammer, Frasier
  - Jason Alexander, em Seinfeld
  - Michael Richards, em Seinfeld

- 1998: Michael J. Fox, em Spin City
  - Peter MacNicol, em Ally McBeal
  - Kelsey Grammer, em Frasier
  - David Hyde Pierce, em Frasier
  - Jason Alexander, em Seinfeld

- 1999: Michael J. Fox, em Spin City
  - Peter MacNicol, em Ally McBeal
  - Ray Romano, em Everybody Loves Raymond
  - Kelsey Grammer, em Frasier
  - David Hyde Pierce, em Frasier

### Anos 2000
- 2000: Robert Downey Jr., em Ally McBeal
  - Peter MacNicol, em Ally McBeal
  - Kelsey Grammer, em Frasier
  - David Hyde Pierce, em Frasier
  - Sean Hayes, em Will & Grace

- 2001: Sean Hayes, em Will & Grace
  - Peter Boyle, em Everybody Loves Raymond
  - Ray Romano, em Everybody Loves Raymond
  - Kelsey Grammer, em Frasier
  - David Hyde Pierce, em Frasier

- 2002: Sean Hayes, em Will & Grace
  - Bernie Mac, em The Bernie Mac Show
  - Ray Romano, em Everybody Loves Raymond
  - Matt LeBlanc, em Friends
  - Tony Shalhoub, em Monk

- 2003: Tony Shalhoub, em Monk
  - Peter Boyle, em Everybody Loves Raymond
  - Brad Garrett, em Everybody Loves Raymond
  - Ray Romano, em Everybody Loves Raymond
  - Sean Hayes, em Will & Grace

- 2004: Tony Shalhoub, em Monk
  - Jason Bateman, em Arrested Development
  - Ray Romano, em Everybody Loves Raymond
  - Charlie Sheen, em Two and a Half Men
  - Sean Hayes, Will & Grace

- 2005: Sean Hayes, em Will & Grace
  - William Shatner, em Boston Legal
  - James Spader, em Boston Legal
  - Larry David, em Curb Your Enthusiasm
  - Jason Lee, em My Name is Earl

| Ano  | Vencedor e nomeados/indicados | Série                | Papel          |
| ---- | ----------------------------- | -------------------- | -------------- |
| 2006 | Alec Baldwin                  | 30 Rock              | Jack Donaghy   |
| 2006 | Steve Carell                  | The Office           | Michael Scott  |
| 2006 | Jason Lee                     | My Name Is Earl      | Earl Hickey    |
| 2006 | Jeremy Piven                  | Entourage            | Ari Gold       |
| 2006 | Tony Shalhoub                 | Monk                 | Adrian Monk    |
| 2007 | Alec Baldwin                  | 30 Rock              | Jack Donaghy   |
| 2007 | Steve Carell                  | The Office           | Michael Scott  |
| 2007 | Ricky Gervais                 | Extras               | Andy Millman   |
| 2007 | Jeremy Piven                  | Entourage            | Ari Gold       |
| 2007 | Tony Shalhoub                 | Monk                 | Adrian Monk    |
| 2008 | Alec Baldwin                  | 30 Rock              | Jack Donaghy   |
| 2008 | Steve Carell                  | The Office           | Michael Scott  |
| 2008 | David Duchovny                | Californication      | Hank Moody     |
| 2008 | Jeremy Piven                  | Entourage            | Ari Gold       |
| 2008 | Tony Shalhoub                 | Monk                 | Adrian Monk    |
| 2009 | Alec Baldwin                  | 30 Rock              | Jack Donaghy   |
| 2009 | Steve Carell                  | The Office           | Michael Scott  |
| 2009 | Larry David                   | Curb Your Enthusiasm | ele próprio    |
| 2009 | Tony Shalhoub                 | Monk                 | Adrian Monk    |
| 2009 | Charlie Sheen                 | Two and a Half Men   | Charlie Harper |

### Anos 2010
| Ano  | Vencedores e nomeados | Série                     | Papel                     |
| ---- | --------------------- | ------------------------- | ------------------------- |
| 2010 | Alec Baldwin          | 30 Rock                   | Jack Donaghy              |
| 2010 | Ty Burrell            | Modern Family             | Phil Dunphy               |
| 2010 | Steve Carell          | The Office                | Michael Scott             |
| 2010 | Chris Colfer          | Glee                      | Kurt Hummel               |
| 2010 | Ed O'Neill            | Modern Family             | Jay Pritchett             |
| 2011 | Alec Baldwin          | 30 Rock                   | Jack Donaghy              |
| 2011 | Ty Burrell            | Modern Family             | Phil Dunphy               |
| 2011 | Steve Carell          | The Office                | Michael Scott             |
| 2011 | Jon Cryer             | Two and a Half Men        | Alan Harper               |
| 2011 | Eric Stonestreet      | Modern Family             | Cameron Tucker            |
| 2012 | Alec Baldwin          | 30 Rock                   | Jack Donaghy              |
| 2012 | Ty Burrell            | Modern Family             | Phil Dunphy               |
| 2012 | Louis C.K.            | Louie                     | Louie                     |
| 2012 | Jim Parsons           | The Big Bang Theory       | Dr. Sheldon Cooper        |
| 2012 | Eric Stonestreet      | Modern Family             | Cameron Tucker            |
| 2013 | Ty Burrell            | Modern Family             | Phil Dunphy               |
| 2013 | Alec Baldwin          | 30 Rock                   | Jack Donaghy              |
| 2013 | Jason Bateman         | Arrested Development      | Michael Bluth             |
| 2013 | Don Cheadle           | House of Lies             | Marty Kaan                |
| 2013 | Jim Parsons           | The Big Bang Theory       | Sheldon Cooper            |
| 2014 | William H. Macy       | Shameless                 | Frank Gallagher           |
| 2014 | Ty Burrell            | Modern Family             | Phil Dunphy               |
| 2014 | Louis C.K.            | Louie                     | Louie                     |
| 2014 | Jim Parsons           | The Big Bang Theory       | Dr. Sheldon Cooper        |
| 2014 | Eric Stonestreet      | Modern Family             | Cameron Tucker            |
| 2015 | Jeffrey Tambor        | Transparent               | Maura Pfefferman          |
| 2015 | Ty Burrell            | Modern Family             | Phil Dunphy               |
| 2015 | Louis C.K.            | Louie                     | Louie                     |
| 2015 | William H. Macy       | Shameless                 | Frank Gallagher           |
| 2015 | Jim Parsons           | The Big Bang Theory       | Dr. Sheldon Cooper        |
| 2016 | William H. Macy       | Shameless                 | Frank Gallagher           |
| 2016 | Anthony Anderson      | Black-ish                 | Andre "Dre" Johnson Sr.   |
| 2016 | Tituss Burgess        | Unbreakable Kimmy Schmidt | Titus Andromedon          |
| 2016 | Ty Burrell            | Modern Family             | Phil Dunphy               |
| 2016 | Jeffrey Tambor        | Transparent               | Maura Pfefferman          |
| 2017 | William H. Macy       | Shameless                 | Frank Gallagher           |
| 2017 | Anthony Anderson      | Black-ish                 | Andre "Dre" Johnson Sr.   |
| 2017 | Aziz Ansari           | Master of None            | Dev Shah                  |
| 2017 | Larry David           | Curb Your Enthusiasm      | Ele mesmo                 |
| 2017 | Sean Hayes            | Will & Grace              | Jack McFarland            |
| 2017 | Marc Maron            | GLOW                      | Sam Sylvia                |
| 2018 | Tony Shalhoub         | The Marvelous Mrs. Maisel | Abe Weissman              |
| 2018 | Alan Arkin            | The Kominsky Method       | Norman Newlander          |
| 2018 | Michael Douglas       | The Kominsky Method       | Sandy Kominsky            |
| 2018 | Bill Hader            | Barry                     | Barry Berkman/Barry Block |
| 2018 | Henry Winkler         | Barry                     | Gene Cousineau            |
| 2019 | Tony Shalhoub         | The Marvelous Mrs. Maisel | Abe Weissman              |
| 2019 | Alan Arkin            | The Kominsky Method       | Norman Newlander          |
| 2019 | Michael Douglas       | The Kominsky Method       | Sandy Kominsky            |
| 2019 | Bill Hader            | Barry                     | Barry Berkman/Barry Block |
| 2019 | Andrew Scott          | Fleabag                   | O Padre                   |

### Anos 2020
| Ano  | Vencedores e nomeados | Série                        | Papel                       |
| ---- | --------------------- | ---------------------------- | --------------------------- |
| 2020 | Jason Sudeikis        | Ted Lasso                    | Ted Lasso                   |
| 2020 | Nicholas Hoult        | The Great                    | Pedro III da Rússia         |
| 2020 | Dan Levy              | Schitt's Creek               | Daniel Rose                 |
| 2020 | Eugene Levy           | Schitt's Creek               | Johnny Rose                 |
| 2020 | Ramy Youssef          | Ramy                         | Ramy Hassan                 |
| 2021 | Jason Sudeikis        | Ted Lasso                    | Ted Lasso                   |
| 2021 | Brett Goldstein       | Ted Lasso                    | Roy Kent                    |
| 2021 | Steve Martin          | Only Murders in the Building | Charles Haden-Savage        |
| 2021 | Martin Short          | Only Murders in the Building | Oliver Putnam               |
| 2021 | Michael Douglas       | The Kominsky Method          | Sandy Kominsky              |
| 2022 | Jeremy Allen White    | The Bear                     | Carmen "Carmy" Berzatto     |
| 2022 | Bill Hader            | Barry                        | Barry Block / Barry Berkman |
| 2022 | Anthony Carrigan      | Barry                        | NoHo Hank                   |
| 2022 | Steve Martin          | Only Murders in the Building | Charles Haden-Savage        |
| 2022 | Martin Short          | Only Murders in the Building | Oliver Putnam               |
| 2023 | Jeremy Allen White    | The Bear                     | Carmen "Carmy" Berzatto     |
| 2023 | Ebon Moss-Bachrach    | The Bear                     | Richard "Richie" Jerimovich |
| 2023 | Bill Hader            | Barry                        | Barry Block / Barry Berkman |
| 2023 | Jason Sudeikis        | Ted Lasso                    | Ted Lasso                   |
| 2023 | Brett Goldstein       | Ted Lasso                    | Roy Kent                    |
| 2024 | Martin Short          | Only Murders in the Building | Oliver Putnam               |
| 2024 | Jeremy Allen White    | The Bear                     | Carmen "Carmy" Berzatto     |
| 2024 | Harrison Ford         | Shrinking                    | Dr. Paul Rhoades            |
| 2024 | Adam Brody            | Nobody Wants This            | Noah Roklov                 |
| 2024 | Ted Danson            | A Man on the Inside          | Charles Nieuwendyk          |